# Stephensoniella (Enchytraeidae)
Stephensoniella là một chi giun đốt trong họ Enchytraeidae.

## Các loài
- Stephensoniella marina
- Stephensoniella sterreri